# Józef Puglisi
Józef Puglisi (właśc. Pino Puglisi; ur. 15 września 1937; zm. 15 września 1993) – włoski błogosławiony Kościoła katolickiego.

## Życiorys

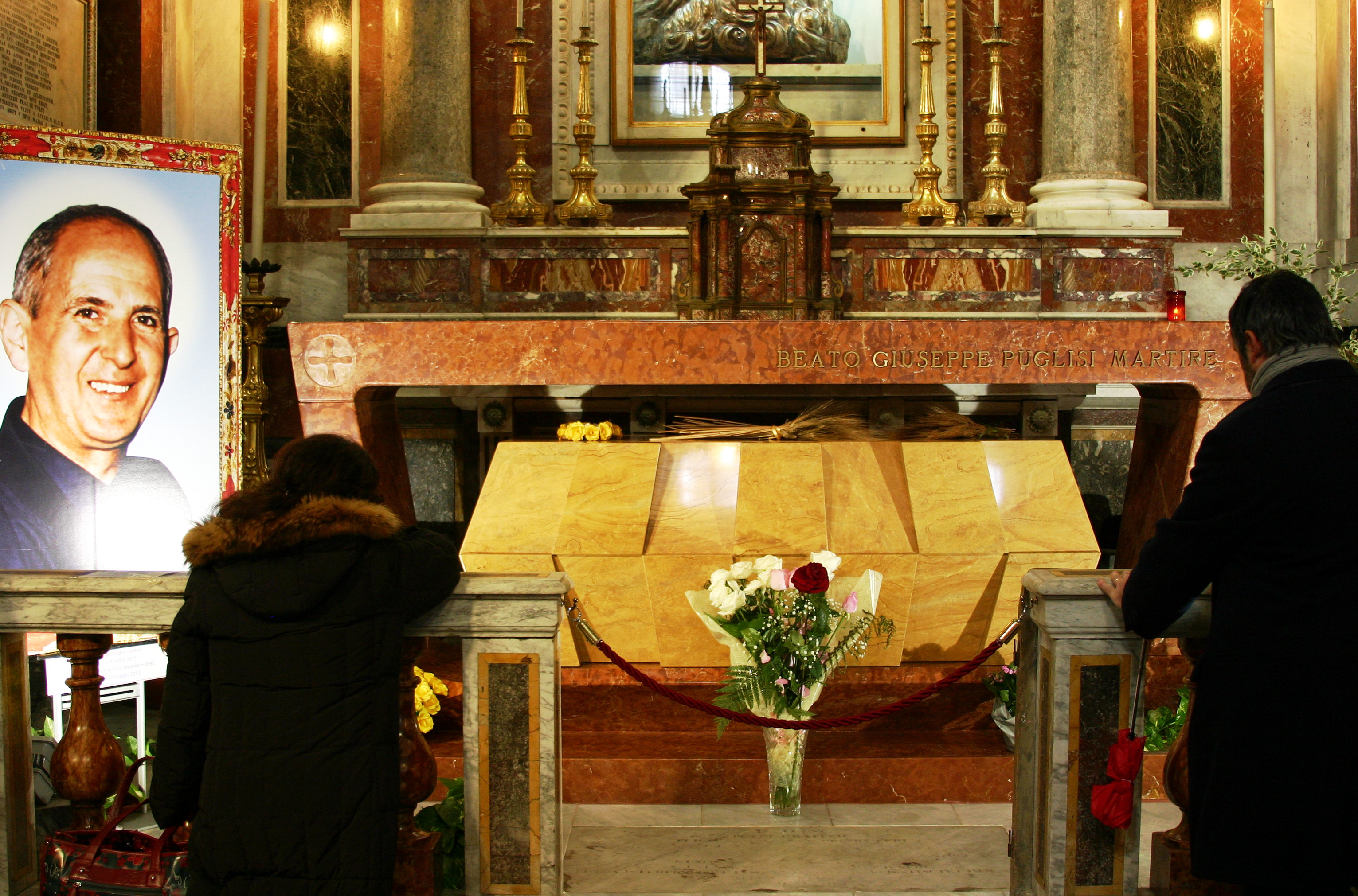
Grób Józefa Puglisi „Pino Puglisi”

Urodził się na przedmieściach Palermo w biednej rodzinie. Jego ojciec był szewcem, a matka krawcową. W wieku 16 lat, w 1953 roku wstąpił do seminarium w Palermo, gdzie 2 lipca 1960 roku, z rąk kardynała Ernesto Ruffiniego, otrzymał święcenia kapłańskie. W 1961 roku został mianowany wikarym w parafii Najświętszego Zbawiciela, a w 1963 roku został mianowany kapelanem w sierocińcu Roosevelta. W dniu 1 października 1970 roku mianowano go proboszczem parafii w Godrano.
W dniu swych 56. urodzin, 15 września 1993 roku został zabity przez mafię. 14 kwietnia 1998 roku Gaspare Spatuzza, Nino Mangano, Cosimo Lo Nigro, Luigi Giacalone, Filippo Graviano i Giuseppe Graviano zostali uznani przed sąd za winnych zbrodni zabójstwa i skazani na karę dożywotniego pozbawienia wolności. 

## Beatyfikacja
W 1999 roku papież Jan Paweł II rozpoczął jego proces beatyfikacyjny. 28 czerwca 2012 decyzją papieża Benedykta XVI został podpisany dekret o jego męczeństwie, co otwiera drogę do jego beatyfikacji.  25 maja 2013 podczas eucharystii na Foro Italico w Palermo został beatyfikowany i ogłoszony błogosławionym Kościoła katolickiego.